# Manuel Félix Díaz
Félix Manuel Díaz Guzman (ur. 10 grudnia 1983 w Santo Domingo) – dominikański bokser wagi lekkopółśredniej, mistrz olimpijski.
Największym sukcesem zawodnika jest złoty medal igrzysk olimpijskich w Pekinie w kategorii lekkopółśredniej (do 64 kg). W swej karierze zdobył brązowy medal igrzysk panamerykańskich w 2003 roku, jak również startował w igrzyskach olimpijskich w Atenach.